# Conservació de la càrrega
La conservació de la càrrega és el principi que estableix que la càrrega elèctrica no pot ser ni creada ni destruïda. La quantitat de càrrega elèctrica es conserva sempre.
A la pràctica, la conservació de la càrrega és un llei física que expressa que la càrrega neta en una quantitat de càrrega elèctrica dins un volum específic de l'espai és exactament igual a la quantitat de flux de càrrega al volum menys la quantitat de càrrega que flueix fora del volum. En essència, la conservació de la càrrega és una relació de comptabilitat entre la quantitat de càrrega que hi ha a una regió i el flux de càrrega que entra i que surt de la mateixa regió.
Matemàticament, podem expressar la llei com
{\displaystyle (t_{2})\ =\ Q(t_{1})+Q_{IN}-Q_{OUT}}
on Q(t) és la quantitat de càrrega elèctrica a un volum específic al temps t, QIN és la quantitat de flux de càrrega al volum entre el temps t1 i t₂, i QOUT és la quantitat de càrrega que flueix cap a fora del volum durant el mateix període.
La conservació de la càrrega també pot ser entesa com una conclusió del teorema de Noether, un resultat fonamental en física teòrica que expressa la correspondència u a u entre simetries i lleis de conservació. L'invariant respecte l'invariant gauge del potencial elèctric i el potencial vectorial porta a la conservació de la càrrega elèctrica.

## Expressió formal de la llei
De manera més formal, podem utilitzar els conceptes de vector i diferencial per expressar la llei en termes de densitat de càrrega ρ (en coulombs per metre cúbic) i densitat de corrent elèctric J (en amperes per metre quadrat):
{\displaystyle {\frac {\partial \rho }{\partial t}}+\nabla \cdot \mathbf {J} =0}.
Aquesta expressió és equivalent a la conservació del quadricorrent. Al segle xix, James Clerk Maxwell va postular l'existència d'ones electromagnètiques com a resultat del seu descobriment que la llei d'Ampère (a la seva forma original) era inconsistent amb la conservació de la càrrega. Després de reformular de manera correcta la llei d'Ampère, Maxwell també s'adonà que aquest tipus d'ones devia viatjar a la velocitat de la llum, i que la mateixa llum devia ser una forma de radiació electromagnètica.

## Derivació matemàtica
El corrent net dins d'un volum és
{\displaystyle I=-\iint \limits _{S}\mathbf {J} \cdot d\mathbf {S} }
on S = ∂V és la frontera de V orientada cap enfora de la superfície normal, i dS és com una taquigrafia de NdS, l'apuntador a la superfície normal de la frontera ∂V. Aquí {\displaystyle \mathbf {J} } és la densitat de corrent (càrrega per unitat d'àrea per unitat de temps) a la superfície del volum. El vector apunta en la direcció del flux del corrent.
A partir del teorema de la divergència l'anterior es pot escriure
{\displaystyle I=-\iiint \limits _{V}\left(\nabla \cdot \mathbf {J} \right)dV}.
El corrent net dins el volum ha d'igualar necessàriament la càrrega neta de la càrrega del volum.
{\displaystyle {\frac {dq}{dt}}=-\iiint \limits _{V}\left(\nabla \cdot \mathbf {J} \right)dV}.
La càrrega és relacionada amb la densitat de càrrega per la relació 
{\displaystyle q=\iiint \limits _{V}\rho dV}.
Això produeix
{\displaystyle 0=\iiint \limits _{V}\left({\frac {\partial \rho }{\partial t}}+\nabla \cdot \mathbf {J} \right)dV}.
Atès que això és cert per a qualsevol volum, generalitzant tenim
{\displaystyle {\frac {\partial \rho }{\partial t}}+\nabla \cdot \mathbf {J} =0}.